# Petr Kašťák
Petr Kašťák (* 21. března 1940) je bývalý český hokejový útočník.

## Hokejová kariéra
Odchovanec Motorletu. V československé lize hrál za Motorlet Praha, TJ Gottwaldov a Spartu Praha. Odehrál 8 ligových sezón.

## Klubové statistiky
| Sezona    | Klub           | Soutěž  | Základní část | Základní část | Základní část | Základní část | Základní část |
| Sezona    | Klub           | Soutěž  | Z             | G             | A             | B             | TM            |
| --------- | -------------- | ------- | ------------- | ------------- | ------------- | ------------- | ------------- |
| 1964/1965 | Motorlet Praha | 1. liga | -             | -             | -             | -             | -             |
| 1965/1966 | TJ Gottwaldov  | 1. liga | 35            | 14            | 6             | 20            | 64            |
| 1966/1967 | TJ Gottwaldov  | 1. liga | 32            | 12            | 1             | 13            | 0             |
| 1967/1968 | TJ Gottwaldov  | 1. liga | 36            | 16            | 13            | 29            | -             |
| 1968/1969 | Sparta Praha   | 1. liga | 34            | 8             | 8             | 16            | 6             |
| 1969/1970 | Sparta Praha   | 1. liga | 24            | 5             | 3             | 8             | 16            |
| 1970/1971 | Sparta Praha   | 1. liga | 35            | 7             | 2             | 9             | 16            |
| 1971/1972 | Sparta Praha   | 1. liga | 34            | 11            | 5             | 16            | 22            |
| 1972/1973 | Sparta Praha   | 1. liga | 32            | 2             | 2             | 4             | 6             |